# Włostowice (województwo małopolskie)
Włostowice – wieś w Polsce położona w województwie małopolskim, w powiecie proszowickim, w gminie Koszyce.
W 1595 roku wieś położona w powiecie proszowskim województwa krakowskiego była własnością kasztelana wiślickiego Mikołaja Ligęzy. W latach 1975–1998 miejscowość należała administracyjnie do województwa kieleckiego.

Integralne części miejscowości: Parcelacja, Stara Wieś.

## Zabytki
Obiekty wpisane do rejestru zabytków nieruchomych województwa małopolskiego.
- Dwór;
- park.